# Anatómia

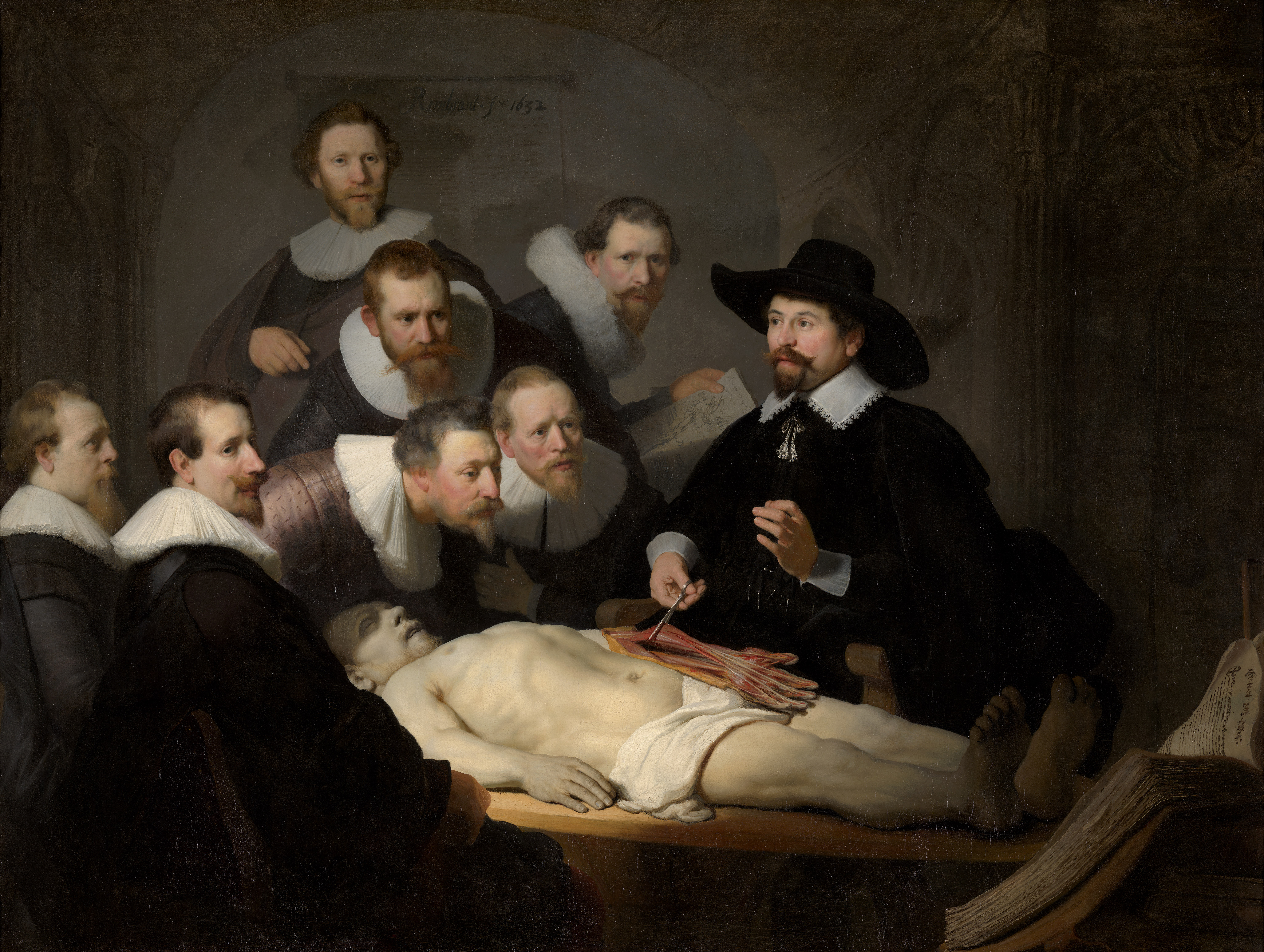
Rembrandt: Dr. Tulp anatómiája (1632)

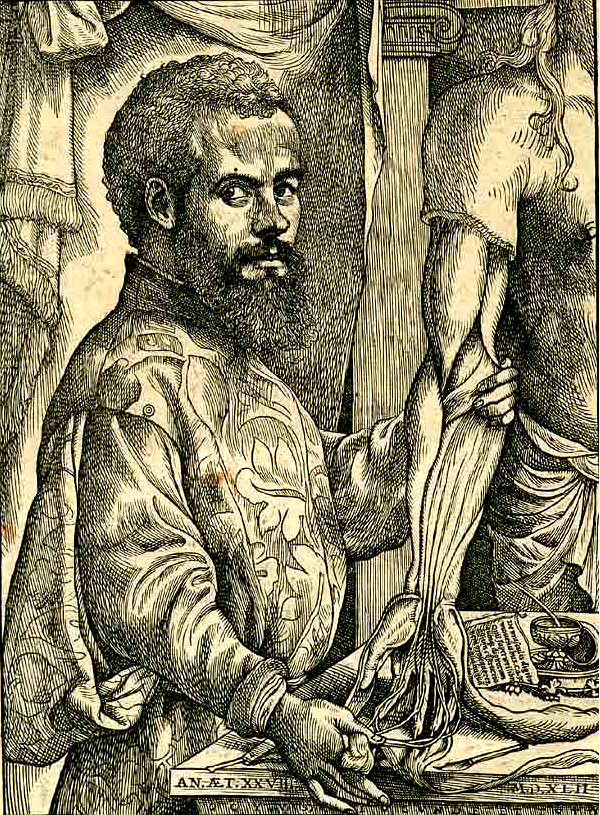
Andreas Vesalius

Az anatómia (a görög ἀνατομία anatomia, ἀνατέμνειν anatemnein, „felvágni” szavakból), magyarosan bonctan (a boncolás szóból) a biológiának az élő szervezet struktúrájával és szerveződésével foglalkozó ága. Gyűjtőfogalom, ami magába foglalja a humán anatómiát, az állatok anatómiáját (zootómia) és a növények anatómiáját (fitotómia). Az evolúció kapcsán szorosan kapcsolódik az embriológiához, a komparatív anatómiához és a komparatív embriológiához.
Az anatómia felosztható a szabad szemmel látható struktúrákkal foglalkozó makroszkopikus anatómiára, továbbá az apró, mikroszkóppal vizsgálható struktúrákkal foglalkozó mikroszkopikus anatómiára, amibe a hisztológia (szövettan) és a citológia (sejttan) is beleértendő.
Ezenkívül beszélhetünk az anatómia testrészek és szervrendszerek szerinti tagozódásáról is; előbbi szerint vizsgálhatjuk például a fejet vagy a mellkast, utóbbi szerint vizsgálhatjuk például az idegrendszert vagy a légzés szervrendszerét.

## Az állatok anatómiája

Egy (kandúr)macska testfelépítésének vázlatos képe
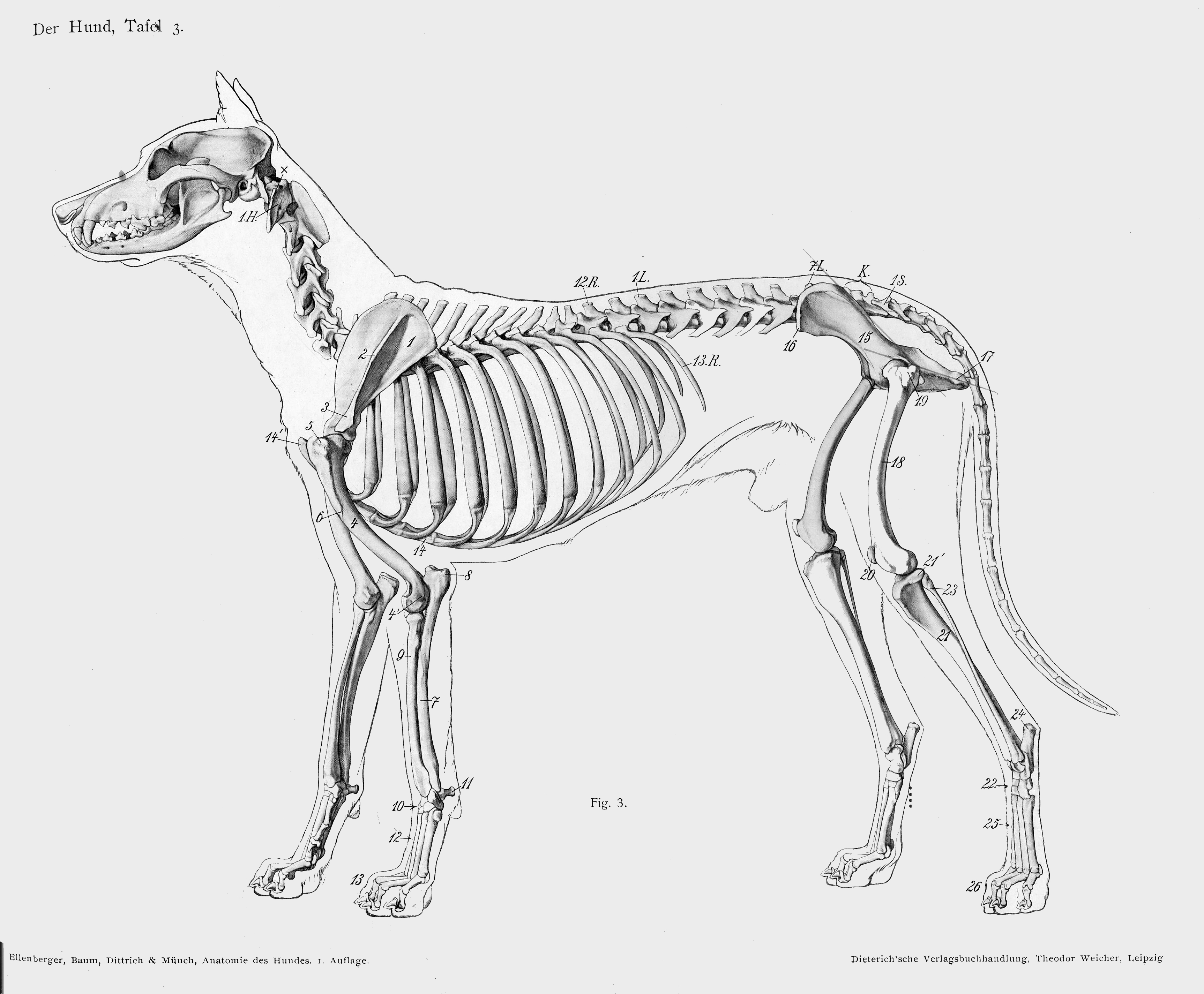
Házikutya csontváza
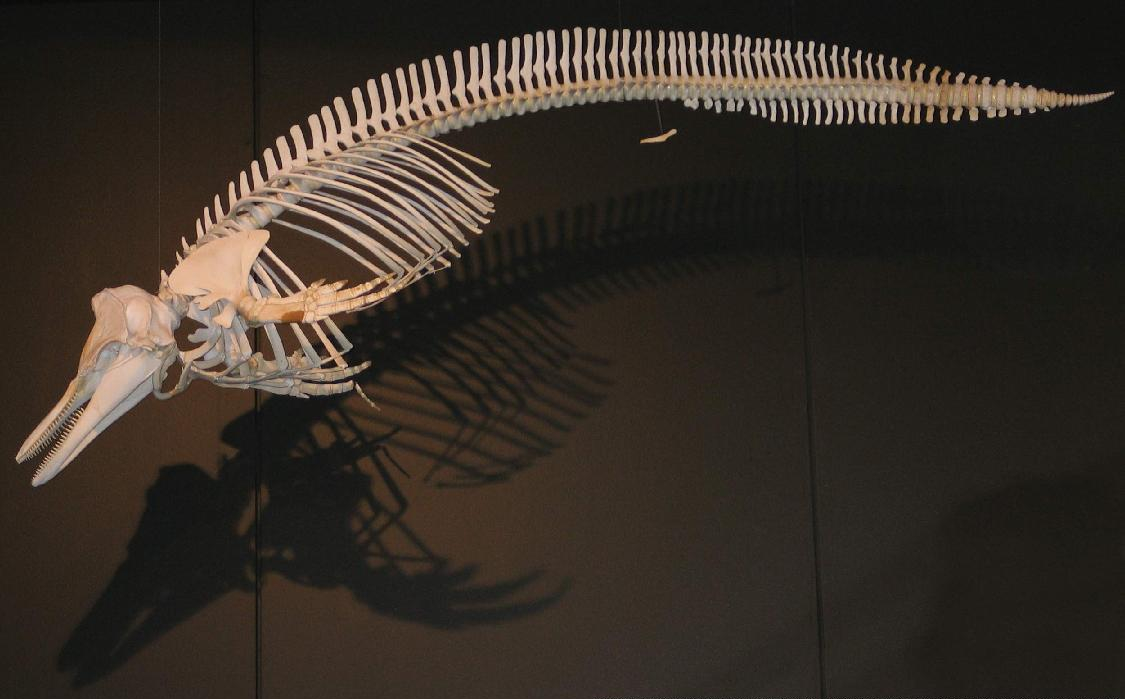
Delfin csontváza
Egy madár testfelépítésének külső képe
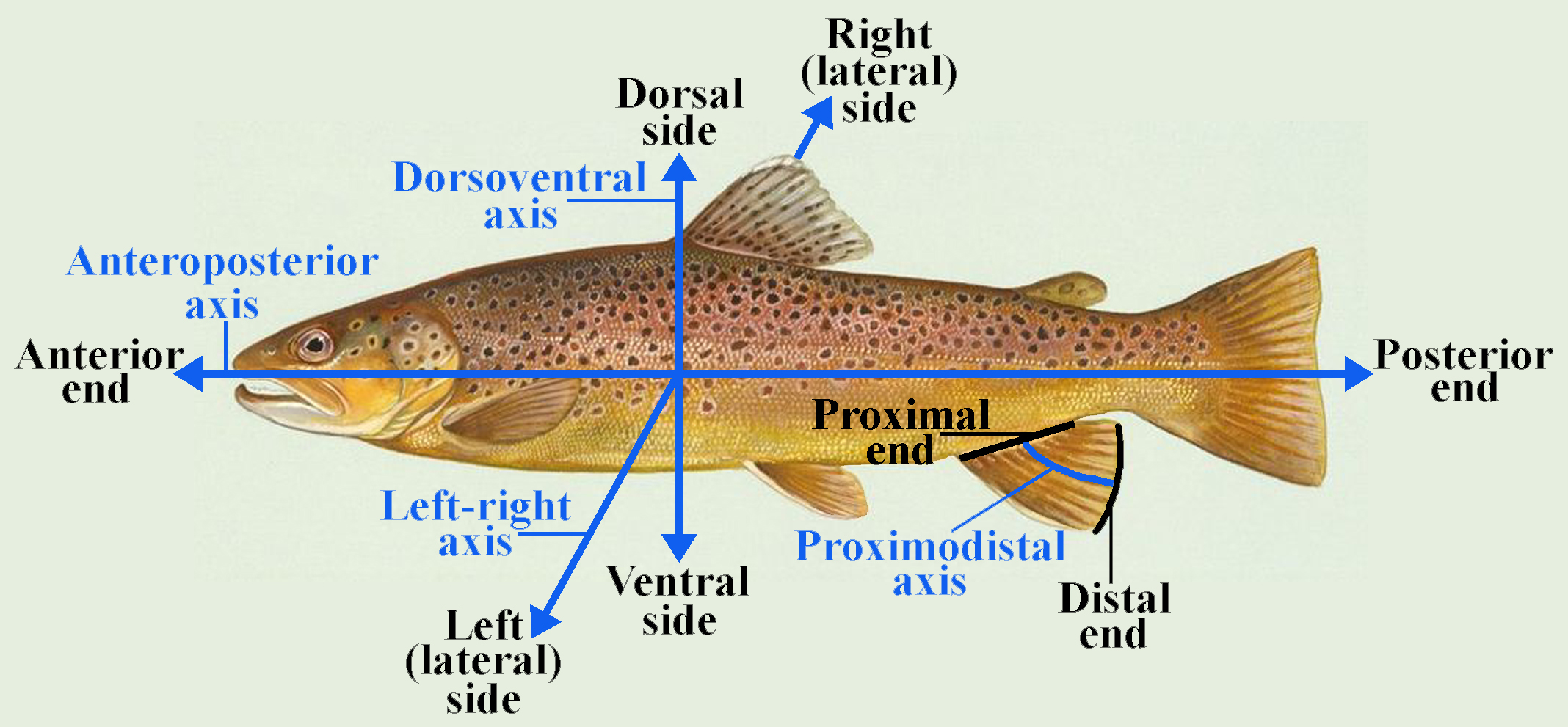
Egy hal külső anatómiája
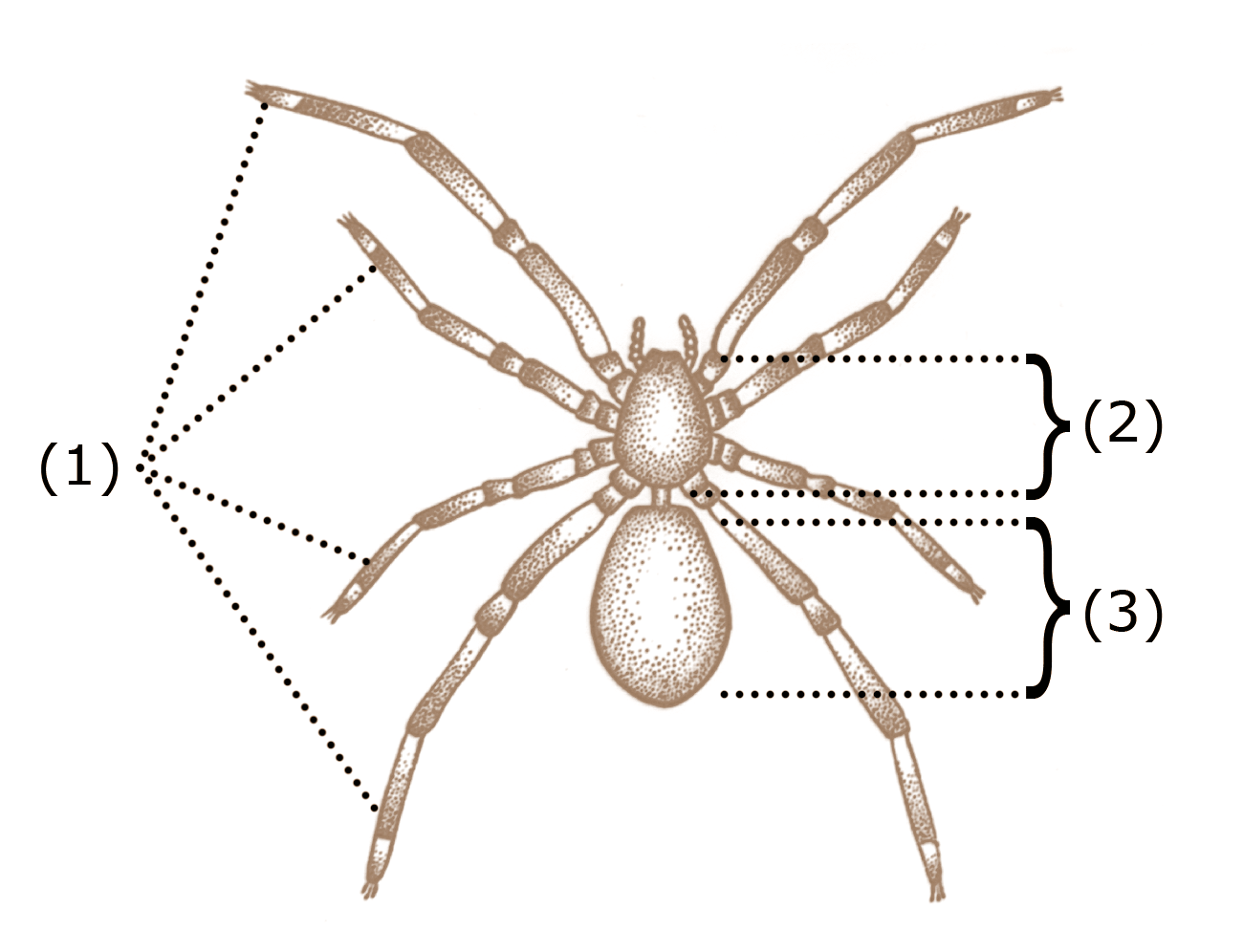
Egy pók fő testrészei

## Az emberi test anatómiája

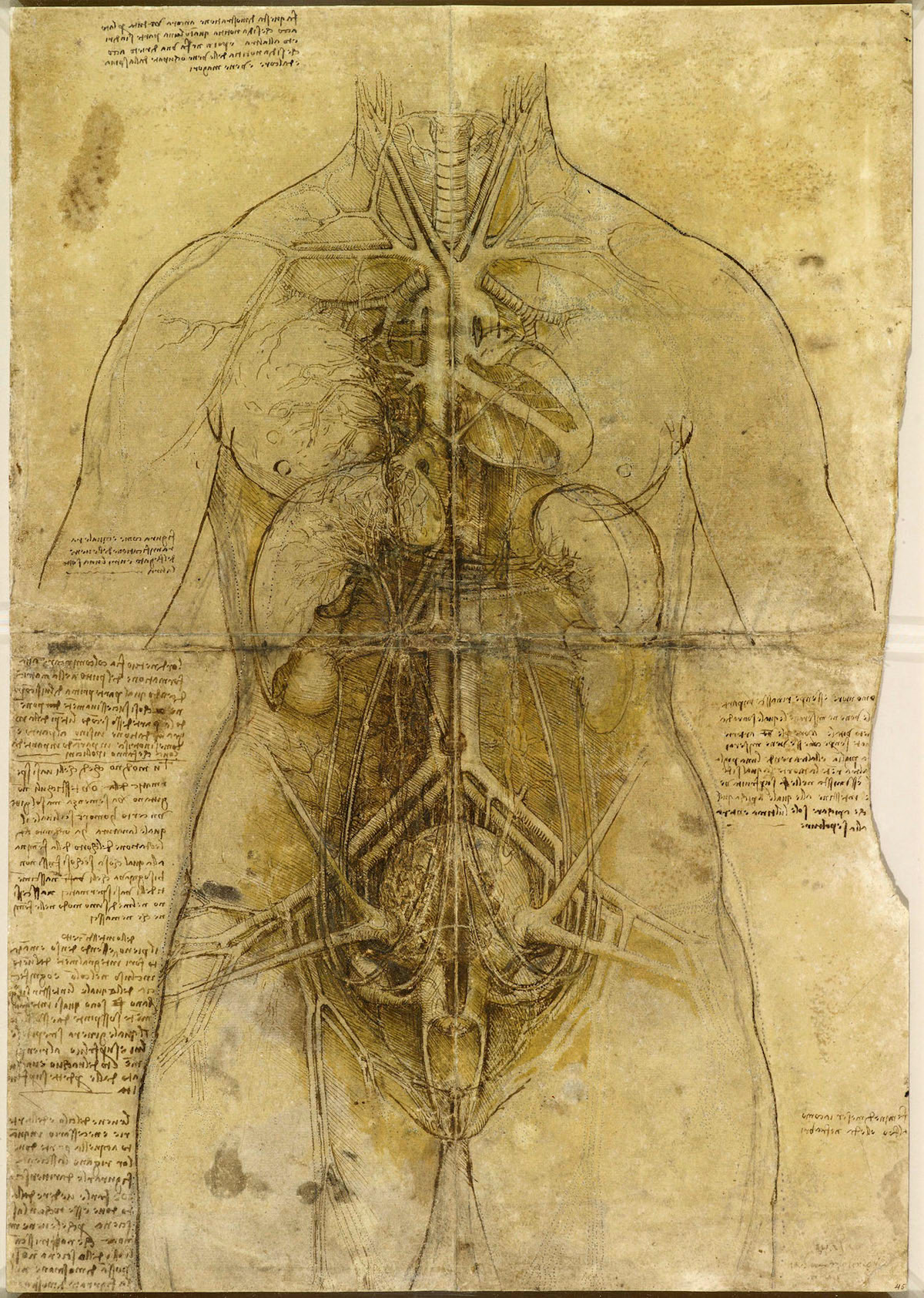
Leonardo da Vinci rajza egy nő főbb szerveiről

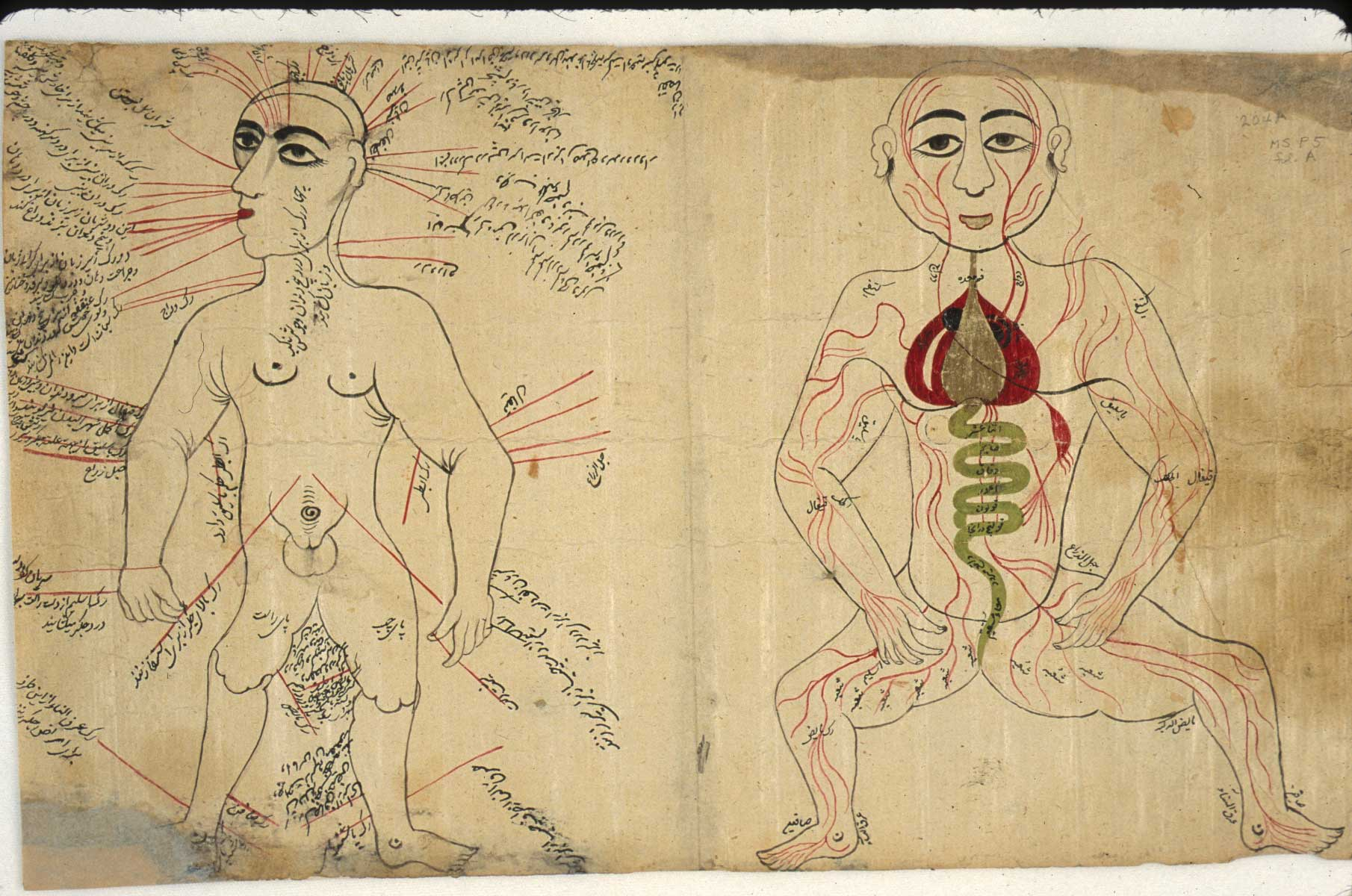
Ókori arab anatómiai ábra a köpölyözésről

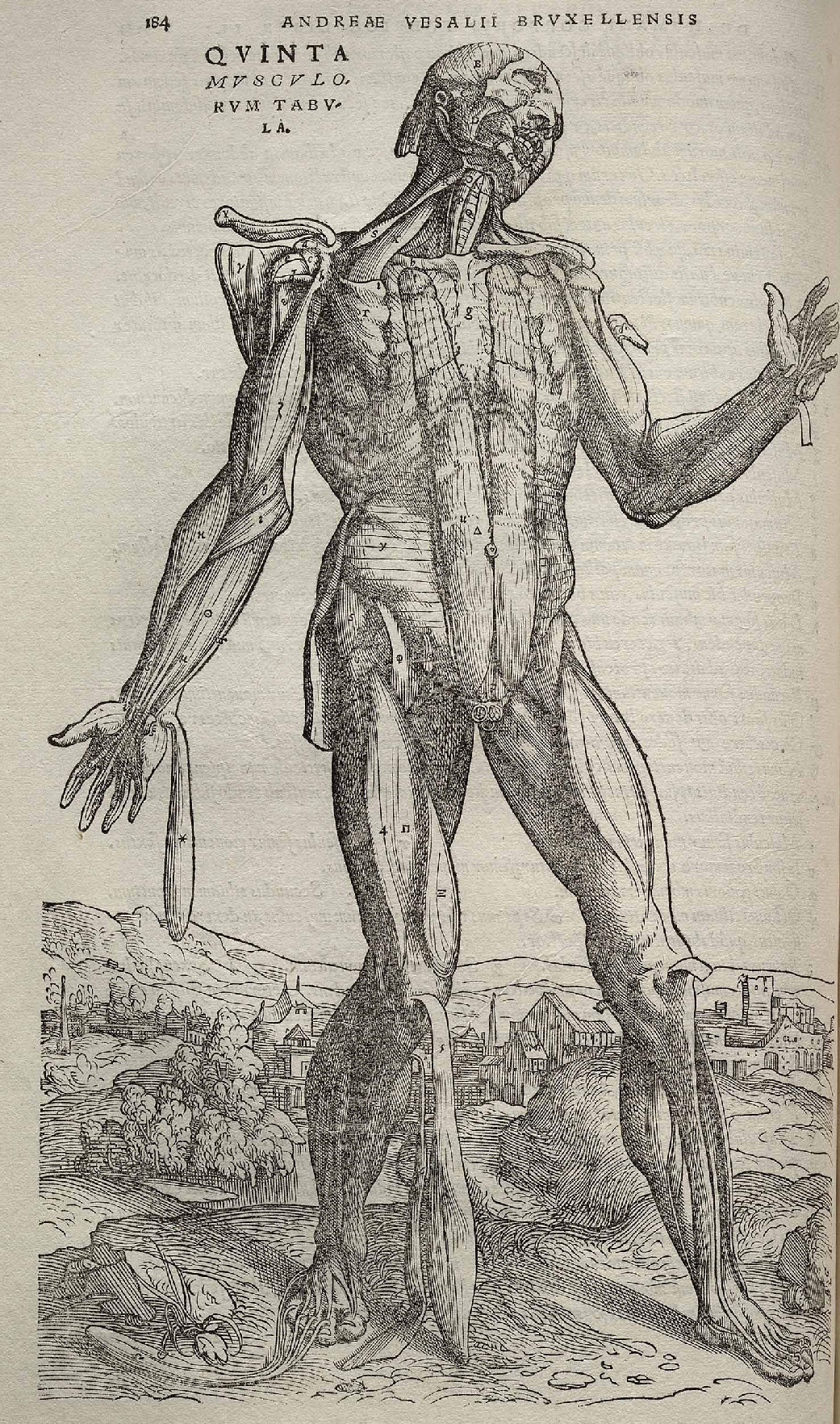
Ábra Andreas Vesalius De humanis corporis fabrica című művéből.

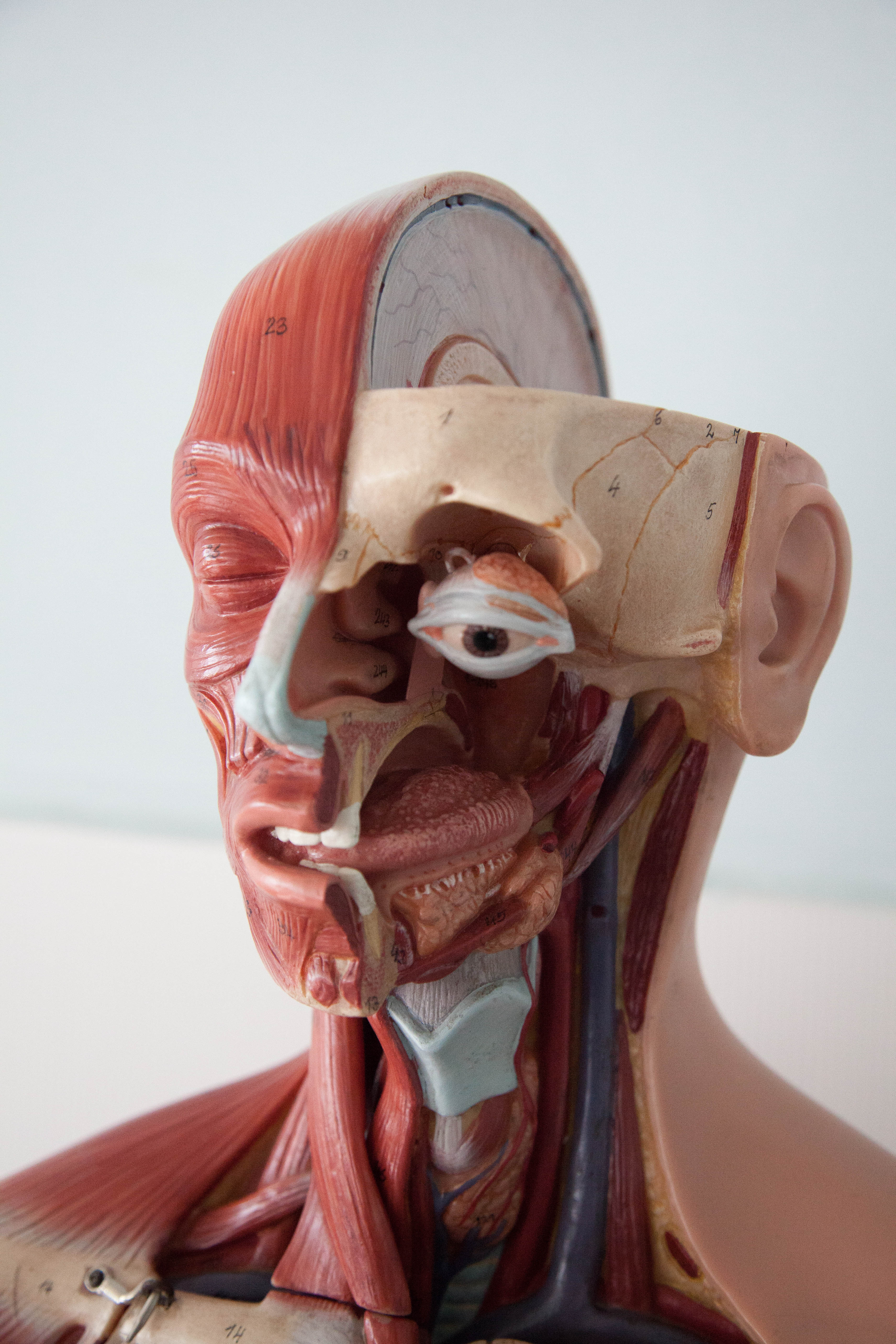
Az emberi fej anatómiai modellje

Az emberi szem

### Nagyobb szervrendszerek
- keringési rendszer
- Táplálkozási és emésztő szervrendszer
- Légzés szervrendszere
- Kiválasztás szervrendszere
- Szaporodás szervrendszere
- Mozgás szervrendszere
- Idegrendszer
- Hormonrendszer
- Védekező szervrendszer (Immunrendszer)

### Szervek
- Agy
- Bőr
- Fül
- Garat
- Gége
- Gyomor
- Hasnyálmirigy
- Lép
- Máj
- Méh
- Méhlepény
- Mell
- Nyelv
- Orr
- Pénisz
- Petefészek
- Rekeszizom
- Szem
- Szeméremtest
- Szív
- Tüdő
- Vakbél
- Vastagbél
- Végbél
- Végbélnyílás
- Vékonybél
- Vese

### Az emberi csontváz csontjai
- Koponyacsontok
- Felső végtag függesztőöve
- Gerinc
- Alsó végtag függesztőöve
- Alsó végtag
- Felső végtag
- Mellkas

### Mirigyek
Belső elválasztású mirigyek
- Agyalapi mirigy
- Pajzsmirigy
- Mellékpajzsmirigy
- Tobozmirigy
- Hasnyálmirigy
- Mellékvese

Mirigy szerepet is betöltenek:
- Máj
- Petefészek
- Here

Külső elválasztású mirigyek
- Nyálmirigyek
- Emlőmirigyek
- Verejtékmirigyek

## Növények anatómiája

### A növényi szövetek
- Osztódószövetek
  - Elsődleges osztódószövet (merisztéma, meristema)
  - Másodlagos osztódószövet (kambium, cambium)
    - Szárvastagító kambium
    - Prokambium
    - Parakambium
    - Sebkambium
- Bőrszövet-rendszer
  - Elsődleges bőrszövet (epidermisz, epidermis)
  - Másodlagos bőrszövet vagy paraszövet (periderma)
  - Harmadlagos bőrszövet vagy héjkéreg (ritidóma, rhytidoma)
- Szállítószövet-rendszer
  - Farész (xilém, xylem)
  - Háncsrész (floém, phloem)
- Alapszövet-rendszer
  - Asszimiláló alapszövet
  - Átszellőztető alapszövet
  - Raktározó alapszövet
  - Vízgyűjtő alapszövet
  - Váladéktartó alapszövet
  - Kiválasztó alapszövet
  - Szállító alapszövet
  - Mechanikai alapszövet
    - Szklerenchima (sclerenchyma)
    - Kollenchima (collenchyma)

### A növények szervei
- Gyökér
- Szár
- Levél
- Virág
- Termés

## Szövettípusok
- hámszövet
  - Egyrétegű hámszövet
  - Többrétegű el nem szarúsodó hámszövet
  - Többrétegű elszarusodó hámszövet
  - Mirigyszövetek
- kötőszövet
  - laza rostos kötőszövet
  - ínszövet
  - porcszövet
  - csontszövet
  - vér
- izomszövet
  - harántcsíkolt izomszövet
  - simaizomszövet
  - szívizomszövet
- idegszövet